# 幻冬舎
株式会社幻冬舎（げんとうしゃ）は、日本の出版社。事業は書籍・文庫が主体であるが、月刊誌・季刊誌も発売している。系列子会社発行・幻冬舎発売の出版物も数多い。
かつては、 知育教材やゲームなどを開発し、書店流通で販売する幻冬舎エデュケーションが子会社として存在していたが、本社に吸収合併された。現在は、幻冬舎エデュケーション局となっている。

## 概要
角川書店の編集者であった見城徹が、当時の社長・角川春樹のコカイン密輸事件をきっかけに退社し、仲間5人と1993年11月12日に設立した。社名は五木寛之の命名による（五木が提示した3案から見城が選んだ）。幻冬舎のロゴマークに描かれている「槍を高くかざした原始人」のモデルは見城本人で、自らがポーズをとって描かせたものである。
1994年3月25日、初の単行本6点を出版。創業したばかりの出版社であるにもかかわらず、五木寛之、北方謙三、篠山紀信、村上龍、山田詠美、吉本ばなな、という人気作家揃いの内容であった。1997年4月10日には、幻冬舎文庫を創刊した。
2003年には日本スポーツビジョンを子会社化し、スポーツのライセンスビジネスに乗り出したが、5か月後の2004年3月、同社の民事再生法適用を申請、特別損失10億円を計上した。
2005年2月に子会社の幻冬舎ルネッサンスが、ライブドアとの共同出資より出版社ライブドアパブリッシングを設立。2006年8月にライブドアパブリッシングの株式を売却し、同社はライブドアの完全子会社となった。
2005年5月にサイバーエージェント系の出版社アメーバブックスと業務提携を締結し販売業務を幻冬舎が受託。2007年11月にサイバーエージェントと幻冬舎の共同出資より出版社アメーバブックス新社を設立（2012年3月解散）。
2007年に本社ビルの正面に当る敷地に新館ビルを建設、東京都渋谷区千駄ヶ谷四丁目に本社がある。
2008年5月TOKYO FM「SCHOOL OF LOCK!」との共同プロジェクトによりあらすじと第1話のみ応募する10代限定の文学新人賞「蒼き賞」を行う。過去に、アウトロー作品を対象とした〈幻冬舎アウトロー大賞〉を開催していた（現在は中止）。
2009年3月吉本興業との共同プロジェクトにより「幻冬舎よしもと文庫」が創刊。吉本所属の芸人が、さまざまな出版社から出してきた小説やエッセーの文庫化にあたり、幻冬舎が新レーベルを立ち上げて一本化することで合意した。
2010年10月29日にMBO（マネジメント・バイアウト）の実施を発表した。しかし、投資ファンドのイザベルリミテッドが市場で買い進め、同年12月6日に筆頭株主になったことが、関東財務局に提出された大量保有報告書及び変更報告書により判明した。公開買い付け（TOB）を行っている、見城の所有する特別目的会社・TKホールディングスは、イザベルリミテッドに対抗して、同年12月13日にTOBの買付け価格を220,000円から248,300円に変更し、同時に買付予定数の下限を18,300株から13,725株に変更し、買付期間も9営業日延長し2010年12月28日までとすることを発表した。その後、MBOは成立。上場廃止となった。
2012年5月に子会社株式会社ジーエフエス（GFS）が、飲食事業を営む株式会社バンクエスト・フードサービスの事業の全てを譲り受け、飲食事業を開始。同社は飲食チェーン（粥麺茶房、香港粥麺専家）経営を行っていたが、2014年9月に閉店した。
2013年4月には40代女性向けのファッション雑誌「DRESS」を創刊し、同誌の編集子会社として「株式会社gift」を設立した。鳴り物入りでの話題を巻き起こして発売したが、売れ行き悪化による債務超過のため、保有株の大部分を同年12月26日付にて決済代行会社「パス」に売却した。それでも出版不況での売れ行き悪化は止まらず、2016年2月号（2015年12月28日発売）にて月刊での発行を終了し、webマガジンでの展開に移行する。2016年4月には、株式会社giftの事業をパス社の全額出資子会社に移管。幻冬舎の関与は消滅している。

## グループ企業
事業のジャンルごとに細分化された子会社を多数有する。発売社はいずれも幻冬舎。
- 株式会社幻冬舎コミックス - 漫画出版・BL系文庫・ノベルズ。コミック部門から撤退したソニー・マガジンズのコンテンツを引き継ぐ形で創立され、事業を実施した15年間に14冊のミリオンセラーが出ている。
- 株式会社幻冬舎メディアコンサルティング（GMC） - 企業出版・個人出版・デザイン事業
- 株式会社幻冬舎アセットマネジメント（GAM） - 金融コンサルティング
- 株式会社幻冬舎ゴールドオンライン（GGO） - ウェブメディア「幻冬舎ゴールドオンライン」の運営。
- 株式会社GPR - 広報及び広告代理業、イベント、セールスプロモーションの企画、キャスティング、制作および運営

## 沿革
- 1993年11月12日 - 見城徹他5名が株式会社角川書店を退社し、東京都新宿区三栄町に資本金10百万円にて株式会社幻冬舎を設立。
- 1994年
  - 3月25日 - 単行本6作品を皮切りに書籍事業に参入。
  - 9月 - 本社を東京都新宿区四谷に移転。
- 1997年4月 - 文庫本62作品を皮切りに文庫本分野に参入。本社を東京都渋谷区千駄ヶ谷四丁目9番7号に移転。
- 2000年
  - 9月 - 有限会社幻冬舎ブックスを吸収合併。
  - 11月 - 有限会社幻冬舎インターナショナルを吸収合併。
- 2001年
  - 10月1日 - 株式会社幻冬舎コミックスを設立。
  - 12月 - 株式会社幻冬舎コミックスが株式会社ソニー・マガジンズから雑誌の商標権を譲り受け、コミックス事業に進出。
- 2003年
  - 1月30日 - 日本証券業協会に株式を店頭登録。
  - 9月 - ウィッシュインターナショナル株式会社を子会社化。
  - 10月 - アンファー株式会社、および株式会社日本スポーツビジョンを子会社化。
  - 11月 - 株式会社ホロンを子会社化。
- 2004年
  - 9月 - 株式会社幻冬舎ルネッサンスを設立。
  - 12月 - 日本証券業協会への店頭登録を取り消し、ジャスダック証券取引所に株式を上場。
- 2005年
  - 2月 - 株式会社幻冬舎ルネッサンスが、株式会社ライブドアとの共同出資により、株式会社ライブドアパブリッシングを設立。
  - 6月 - 株式会社幻冬舎メディアコンサルティングと株式会社幻冬舎エムディーを設立。
  - 10月 - 株式会社ルネッサンスブックスを設立。
- 2006年
  - 9月 - 株式会社幻冬舎ルネッサンスが株式会社幻冬舎エムディーを吸収合併。
  - 11月 - 新書17作品を皮切りに新書分野に参入。
- 2007年
  - 4月 - 株式会社幻冬舎ルネッサンスが株式会社ルネッサンスブックスを吸収合併。
  - 11月 - 株式会社サイバーエージェントとの共同出資より、株式会社アメーバブックス新社を設立。
- 2008年7月 - 株式会社幻冬舎エデュケーション事業開始
- 2011年3月16日 - MBOが成立したことにより、大阪証券取引所における株式の上場を廃止。
- 2012年
  - 4月 - 株式会社幻冬舎総合財産コンサルティングを設立[15]。
  - 5月 - 株式会社ジーエフエスが、飲食事業を営む株式会社バンクエスト・フードサービスの全事業を譲り受け、飲食事業を開始[13]。
  - 9月 - 株式会社giftを設立[16]。
- 2013年9月 - 株式会社幻冬舎メディアコンサルティングが、株式会社幻冬舎ルネッサンスの事業を継承。
- 2015年
  - 1月 - 株式会社幻冬舎が株式会社幻冬舎エデュケーションを吸収合併。
  - 7月 - 株式会社幻冬舎総合財産コンサルティングの子会社として合同会社幻冬舎ゴールドオンラインを設立（後に株式会社化）。
- 2016年
  - 1月 - 株式会社幻冬舎総合財産コンサルティングの子会社として株式会社幻冬舎アセットマネジメントを設立。
  - 10月27日 - ピクシブ株式会社と協業の文芸小説の投稿サイト「ピクシブ文芸」をオープン[17]
- 2017年4月 -
  - 株式会社幻冬舎メディアコンサルティングの個人出版部門を分社化し、株式会社幻冬舎ルネッサンス新社を設立[18]。
  - 株式会社幻冬舎メディアコンサルティングのWEBマーケティング部門を分社化し、株式会社幻冬舎ウェブマを設立[19]。
  - 株式会社ニューズピックスが運営する経済ニュースプラットフォーム「NewsPicks」とパートナーシップ契約を締結し、有料サービス「NewsPicksアカデミア」をスタートし、さらに協業の書籍レーベル「NewsPicks Book」を創刊[20][21]
- 2018年
  - 3月 - 株式会社CAMPFIREとの共同出資より、株式会社エクソダスを設立[22]。
  - 4月 - 株式会社幻冬舎メディアコンサルティングのデザイン部門を分社化し、株式会社幻冬舎デザインプロを設立[23]。
  - 5月 - シェアリングサービス事業を行う株式会社expeetを設立[24]。
  - 7月 - 株式会社トレンド・プロとの共同出資より、個人のコンテンツのコミカライズ事業を行う株式会社ブラコミ（後の株式会社幻冬舎ブランドコミック）を設立[25]。
- 2019年4月 - 株式会社GPRを設立
- 2022年10月 - 株式会社幻冬舎メディアコンサルティングが、株式会社幻冬舎ルネッサンス新社及び株式会社幻冬舎デザインプロを吸収合併。
- 2023年
  - 3月 - YouTubeを中心としたプロモーション事業を展開する株式会社サムライパートナーズとの協業書籍レーベル「BUGBOOKS（バグブックス）」を創刊[26]
  - 9月 - 株式会社幻冬舎総合財産コンサルティングが、株式会社幻冬舎ウェブマを吸収合併。
- 2024年
  - 4月 - 株式会社幻冬舎メディアコンサルティングが、株式会社幻冬舎総合財産コンサルティングを吸収合併。
  - 8月 - 株式会社幻冬舎フィルムを設立[27]

## ベストセラー
- 『13歳のハローワーク』（村上龍）
- 『ニート』（玄田有史・曲沼美恵）
- 『ダディ』（郷ひろみ）
- 『大河の一滴』（五木寛之）
- 『弟』（石原慎太郎）
- 『ふたり』（唐沢寿明）
- 『キッパリ!』（上大岡トメ）
- 『永遠の仔』（天童荒太）
- 『新・ゴーマニズム宣言SPECIAL 戦争論シリーズ』（小林よしのり）
- 『解夏』（さだまさし）
- 『1リットルの涙』（木藤亜也）
- 『Rozen Maiden』(PEACH-PIT)※幻冬舎コミックスより出版
- 『陰日向に咲く』(劇団ひとり)
- 『殉愛』(百田尚樹)
- 『人生の勝算』（前田裕二）
- 『多動力』（堀江貴文）

## 雑誌
- 『GINGER（ジンジャー）』（毎月23日発売） - 20～30代女性向けファッション雑誌。
- 『GOETHE（ゲーテ）』（毎月24日発売） - 男性向けビジネス・カルチャー情報誌。
- 『小説幻冬』（毎月27日発売） - 月刊の文芸誌。2016年10月27日創刊[28]。
- 『PONTOON（ポンツーン）』 - 月刊のPR誌。1998年創刊。2016年9月号から電子版へ移行。
- 『ルチル』（発行：幻冬舎コミックス、奇数月22日発売）
- 『リンクス』（発行：幻冬舎コミックス、偶数月9日発売）

### 休刊
- 『星星峡』 - 月刊のPR誌。
- 『GINGER L.』（ジンジャーエール） - 季刊の文芸誌。『GINGER』の姉妹誌。女性向けとされる。2010年創刊。2016年秋号で休刊。
- 『papyrus』（パピルス） - 文芸誌だが、タレントやスポーツ選手が多く登場。かつて見城が手がけていた『月刊カドカワ』に近い。2005年創刊。2016年8月号で休刊。
- 『月刊バーズ』（発行：幻冬舎コミックス） - ソニー・マガジンズから取得した漫画雑誌。2018年8月号で休刊。
- 『NewsPicksMagazine』（2018年創刊）

## 書籍レーベル
- 幻冬舎新書
  - 幻冬舎新書ゴールド
- 幻冬舎文庫
- 幻冬舎ノベルス
- 経営者新書（発行：幻冬舎メディアコンサルティング）
- 幻冬舎ルネッサンス新書（発行：幻冬舎メディアコンサルティング）
- 幻冬舎ルチル文庫（発行：幻冬舎コミックス）
- リンクスロマンス（発行：幻冬舎コミックス）

## コミックレーベル
- バーズコミックス（発行：幻冬舎コミックス）

## WEBメディア
- 幻冬舎plus - WEBマガジンと幻冬舎の電子書籍が購入できる電子書店が融合したWEBメディアサイト。
- GOETHE（ゲーテ）
- GINGERweb
- あたらしい経済

## 事件・騒動

### 横領事件
2009年5月、元経理部社員による横領事件が発覚。着服は2001年8月から2009年3月の8年間で9億1230万円。同社会計システムを操作し、取引先に同社の書籍を出荷したように装い、架空の売掛金を計上していた。

### 『殉愛』をめぐる係争
2014年、『殉愛』によって名誉毀損やプライバシー侵害をされたとして、やしきたかじんの長女が、出版元の幻冬舎に、出版差し止めと1100万円の損害賠償などを求める訴えを東京地裁に起こした。
2015年、作者の百田のツイッターにおける発言が「人権侵害にあたる」として、やしきたかじんの長女が東京弁護士会に人権救済を申し立てた。申し立てによると、発言は、やしきたかじんの闘病生活を書いた百田の著作「殉愛」の発行差し止めなどを、長女が発行元の幻冬舎に求めた訴訟をめぐるもの。申し立てで長女側は、「発言は自分に対する脅迫であり、提訴に報復するとの宣言だ」としている。
2016年7月、東京地方裁判所は、「百田氏のノートにはあいまいなメモしかない」と指摘し、長女に関する記述は「真実と認められない」として名誉毀損を認めた。その上で、計6カ所の記述が名誉毀損やプライバシーの侵害にあたるとして、幻冬舎にやしきたかじんの長女へ330万円の支払いを命じた。また、2017年2月1日に東京高等裁判所で行われた控訴審判決では、更に1か所について名誉毀損にあたる部分があるとして、一審より賠償額を増やし、幻冬舎に対して長女への365万円の支払いを命じた。

### 批判作家の文庫が出版中止騒動
『日本国紀』に見られるウィキペディア日本語版などからの「コピペ」についてTwitter上で繰り返し批判していた作家、津原泰水が 幻冬舎から2019年4月に刊行予定だった文庫本が取り止めになる騒動が起きた。
津原は、2019年1月初めに幻冬舎の担当者から「『日本国紀』販売のモチベーションを下げている者の著作に営業部は協力できない」などと伝えられ、その後出版中止が告げられたという。その証拠として自身のTwitterで幻冬舎の担当者とのメール文面の一部を公開した。それに対して幻冬舎は、津原に対して『日本国紀』批判を抑えるよう伝えたが、出版中止は一方的に幻冬舎側から出たものではなく津原からの申し出だったとコメントして否定している。
また、津原による一連の告発を受けて、幻冬舎社長の見城徹が自身のTwitterで「文庫化中止は津原さんからの申し出」とした上で、「僕は出版を躊躇っていたが担当者の熱い想いに負けてOKを出した。担当者の心意気に賭けて文庫化も決断した」と説明したが、この際に本来非公表である津原の著書の実売部数を明らかにしたことで、作家や編集関係者が猛反発し、「完全に一線越えてる」「作家に対する敬意はゼロなのか」「編集者のモラルにもとる」と批判を受けた。見城はこの批判を受けて当該発言を削除し謝罪、さらにAbemaTVの自身の冠番組『徹の部屋』でも改めて謝罪するとともに、発言の責任を取りTwitterとトークアプリの755の更新を終了、同番組も相談の上で終了させることを発表した。

### セクハラ疑惑
2020年5月16日、『文春オンライン』で箕輪厚介による女性ライターに対するセクハラ行為が報じられた。19日にラジオ番組「アフター6ジャンクション」（TBSラジオ）で取り上げられたのを契機にマスメディアが後追い報道を続けているが、本人は本件について言及していない。

## テレビ番組
- 日経スペシャル カンブリア宮殿 異端者たちのビジネスルール(2)（2011年8月25日、テレビ東京）[48]